# Гаваньське сільське поселення
Га́ваньське сільське поселення (рос. Гаваньское сельское поселение) — сільське поселення у складі Киринського району Забайкальського краю Росії.
Адміністративний центр та єдиний населений пункт — село Гавань.

## Населення
Населення сільського поселення становить 304 особи (2019; 358 у 2010, 565 у 2002).